# Andre Jackson Jr.
Andre Terrell Jackson Jr. (Nova Iorque, 13 de novembro de 2001) é um jogador norte-americano de basquete profissional que atualmente joga no Milwaukee Bucks da National Basketball Association (NBA).
Ele jogou basquete universitário pela UConn e foi selecionado pelo Orlando Magic como a 36° escolha geral no draft da NBA de 2023.

## Início da vida e carreira no ensino médio
Jackson cresceu em Amsterdam, Nova York e frequentou a Albany Academy. Ele jogou na equipe dos Estados Unidos no Torneio Albert Schweitzer de 2018. Durante sua última temporada, ele teve médias de 18,8 pontos, 10,1 rebotes, 5,1 assistências e três roubos de bola e foi nomeado Jogador do Ano pela Associação de Escritores Esportivos de Nova York. Jackson decidiu jogar basquete universitário na UConn, recusando ofertas de Iowa, Maryland, UCLA e Syracuse.

## Carreira universitária
Jackson jogou em 16 jogos durante sua temporada de calouro na UConn e teve médias de 2,7 pontos, 2,9 rebotes e 1,6 assistências. Ele perdeu sete jogos devido a uma fratura no pulso esquerdo. Jackson foi titular em todos os jogos dos Huskies, exceto um, durante sua segunda temporada e teve médias de 6,8 pontos e 6,8 rebotes.
Jackson foi nomeado capitão da equipe ao entrar em sua terceira temporada. Ele perdeu os três primeiros jogos da temporada após fraturar o dedo mindinho da mão direita durante os treinos de pré-temporada. Jackson foi titular na final nacional de 2023 e registrou três pontos, seis assistências, três rebotes e dois roubos de bola, enquanto a sua equipe venceu por 76-59.

## Carreira profissional
Jackson foi selecionado como a 36ª escolha geral no draft da NBA de 2023 pelo Orlando Magic e foi trocado na noite do draft para o Milwaukee Bucks.

## Estatísticas da carreira

### NBA

#### Temporada regular
| Ano     | Equipe    | PJ | PT | MPJ  | AP   | 3P   | LL   | RT  | AS | BR | TO | PPJ |
| ------- | --------- | -- | -- | ---- | ---- | ---- | ---- | --- | -- | -- | -- | --- |
| 2023–24 | Milwaukee | 57 | 8  | 10.0 | .500 | .370 | .727 | 2.0 | .9 | .3 | .1 | 2.2 |

#### Playoffs
| Ano  | Equipe    | PJ | PT | MPJ  | AP   | 3P   | LL | RT  | AS  | BR  | TO | PPJ |
| ---- | --------- | -- | -- | ---- | ---- | ---- | -- | --- | --- | --- | -- | --- |
| 2024 | Milwaukee | 5  | 0  | 11.9 | .455 | .333 | —  | 2.2 | 2.0 | 1.0 | .2 | 2.4 |

### Universitário
| Ano      | Equipe   | PJ | PT | MPJ  | AP   | 3P   | LL   | RT  | AS  | BR  | TO | PPJ |
| -------- | -------- | -- | -- | ---- | ---- | ---- | ---- | --- | --- | --- | -- | --- |
| 2020–21  | UConn    | 16 | 2  | 16.1 | .410 | .118 | .900 | 2.9 | 1.6 | .4  | .3 | 2.7 |
| 2021–22  | UConn    | 33 | 32 | 29.2 | .426 | .361 | .714 | 6.8 | 3.1 | 1.2 | .6 | 6.8 |
| 2022–23  | UConn    | 36 | 31 | 29.1 | .432 | .281 | .646 | 6.2 | 4.7 | 1.1 | .5 | 6.7 |
| Carreira | Carreira | 85 | 65 | 24.8 | .422 | .253 | .753 | 5.3 | 3.1 | .9  | .4 | 5.3 |

## Prêmios e homenagens
NBA
- Campeão da Copa da NBA: 2024

## Links externos
- Biografia de UConn